# Sofia Mattsson
Sofia Mattsson (Gällivare, 11 de novembro de 1989) é uma lutadora sueca, medalhista olímpica.

## Carreira
Conquistou uma medalha de bronze nos Jogos Olímpicos de 2016, foi campeã mundial em 2009, e campeã europeia em 2010, 2013, 2014 e 2016.